# Jeannine Oppewall
Jeannine Claudia Oppewall (Uxbridge, 28 novembre 1946) è una scenografa statunitense.

## Biografia
Jeannine Oppewall ha ottenuto quattro nomination all'Oscar alla migliore scenografia, segnatamente nel 1998 per L.A. Confidential, nel 1999 per Pleasantville, nel 2004 per Seabiscuit - Un mito senza tempo e nel 2007 per The Good Shepherd - L'ombra del potere.

## Filmografia
- L.A. Confidential, regia di Curtis Hanson (1997)
- Pleasantville, regia di Gary Ross (1998)
- Seabiscuit - Un mito senza tempo (Seabiscuit), regia di Gary Ross (2003)
- The Good Shepherd - L'ombra del potere (The Good Shepherd), regia di Robert De Niro (2006)
- Acque profonde (Deep Water), regia di Adrian Lyne (2022)